# Кетрін Мар
Кетрін Мар (англ. Katherine Maher) — виконавча директорка Фонду Вікімедіа з 23 червня 2016 року.
Раніше Кетрін Мар працювала у AccessNow.org, Світовому банку та UNICEF.
Виконувала обов'язки директора з комунікацій Фонду Вікімедіа із 14 квітня 2014 року. 10 березня 2016 року Патрісіо Лоренте, голова Ради повірених Фонду Вікімедіа, оголосив, що із 14 березня 2016 року Кетрін буде тимчасово виконувати обов'язки виконавчого директора. Вона змінила на посаді Лайлу Третіков, яка повідомила, що з 31 березня 2016 року йде у відставку.

## Життєпис

### Раннє життя та освіта
Мар виросла у Вілтоні, штат Коннектикут, і відвідувала Вілтонську середню школу. Її батько, Гордон Робертс Мар, працював у сфері фінансів у Нью-Йорку і помер у 2020 році. Її мати, Сесі Мар, колишня керівниця некомерційної організації, була обрана до Сенату штату Коннектикут у 2022 році.
Після закінчення школи Мар закінчила інтенсивну програму з арабської мови Інституту арабської мови Американського університету в Каїрі у 2003 році, яку вона згадує як формуючий досвід, що розвинув її інтерес до Близького Сходу. Мар також навчалася у Французькому інституті арабських досліджень у Дамаску в Сирії та провела деякий час у Лівані та Тунісі.
У 2005 році Махер отримала ступінь бакалавра в Нью-Йоркському університеті за спеціальністю «Близький Схід та ісламознавство».

### Кар'єра
З 2007 по 2010 рік Мар працювала в Нью-Йорку, в ЮНІСЕФ, як співробітник з питань інновацій та комунікацій. Один з її перших проектів в ЮНІСЕФ включав тестування розширень MediaWiki, пов'язаних з доступністю в Ефіопії.
З 2010 по 2011 рік Мар працювала у Національному демократичному інституті в якості співробітника програми ІКТ. З 2011 по 2013 рік Мар працювала у Світовому банку як фахівець з ІКТ-інновацій та консультувала з питань технологій для міжнародного розвитку та демократизації. У 2012 році стрічка Мар в Твіттері з питань, пов'язаних з Близьким Сходом, була відзначена за висвітлення подій Арабської весни.
З 2013 по 2014 рік Мар була директоркою з захисту інтересів вашингтонської організації Access Now. В рамках цієї роботи вона зосередилася на впливі на людей законів про кібербезпеку, мораль і наклеп на державу, які посилюють державну цензуру та зменшують інакомислення. Організація Access підписала Декларацію про свободу Інтернету.

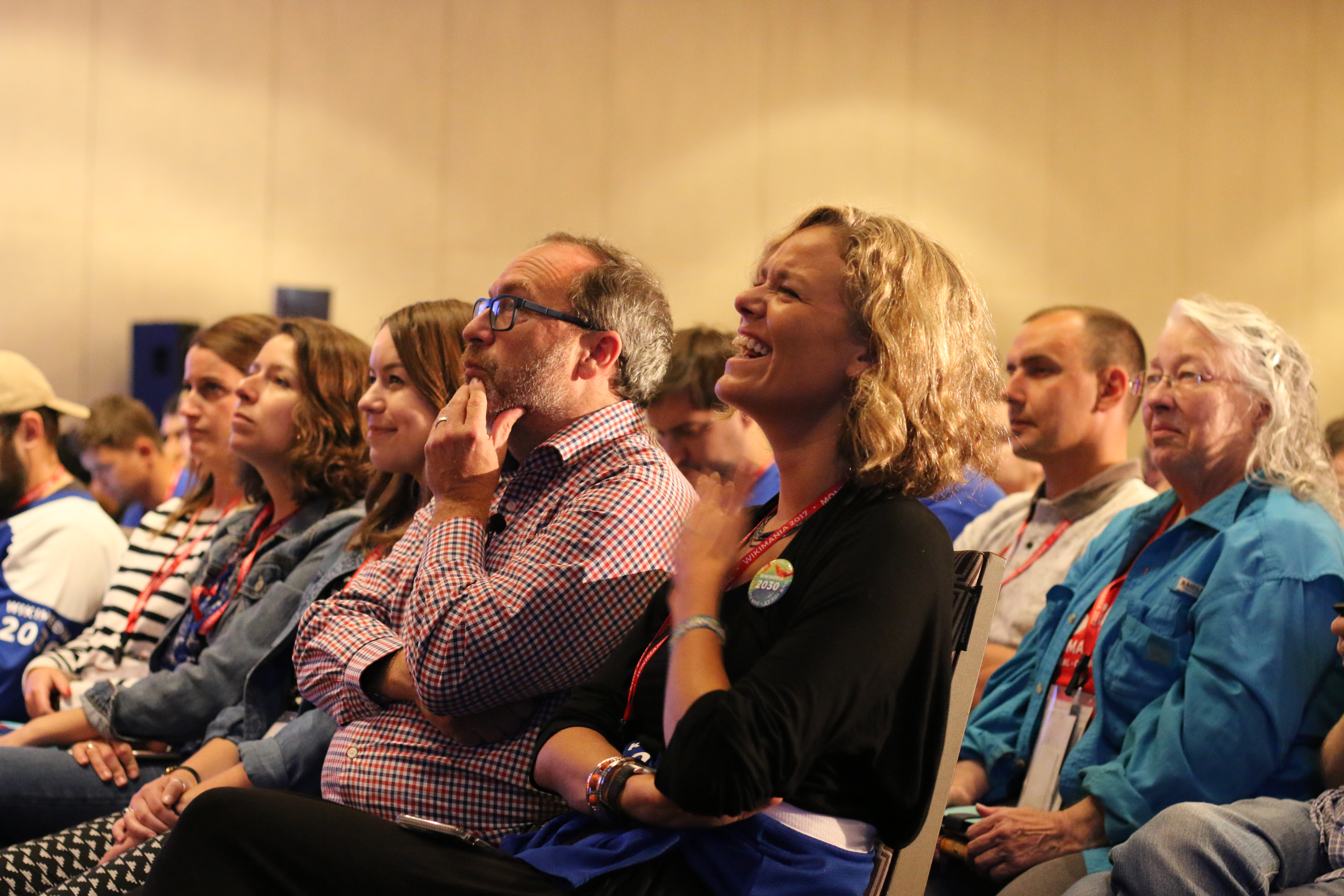
Мар і Джиммі Вейлз на Вікіманії 2017

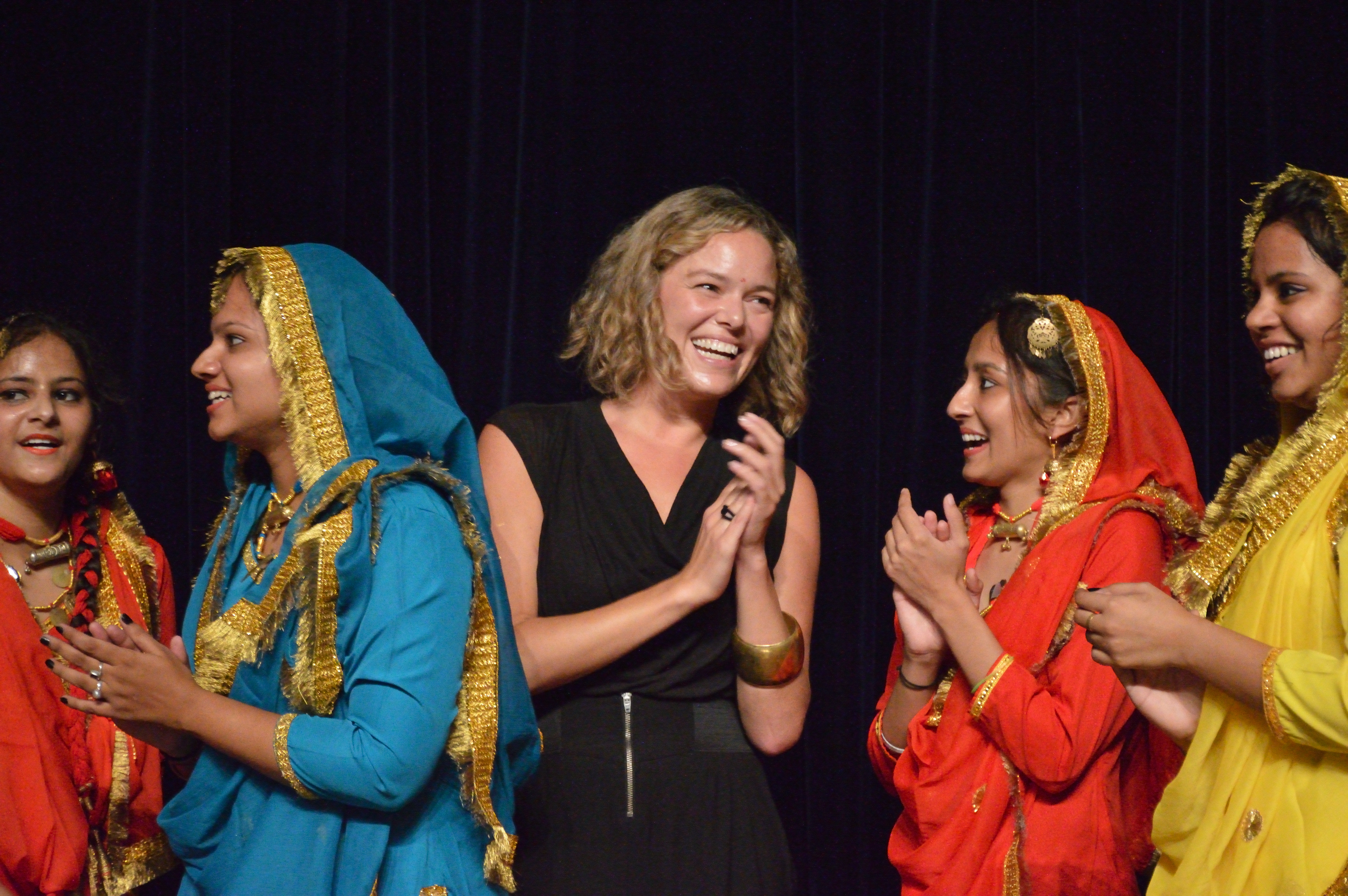
Кетрін Мар з танцюристами гіддха на WikiConference в Індії 2016